# Libya (Mythologie)

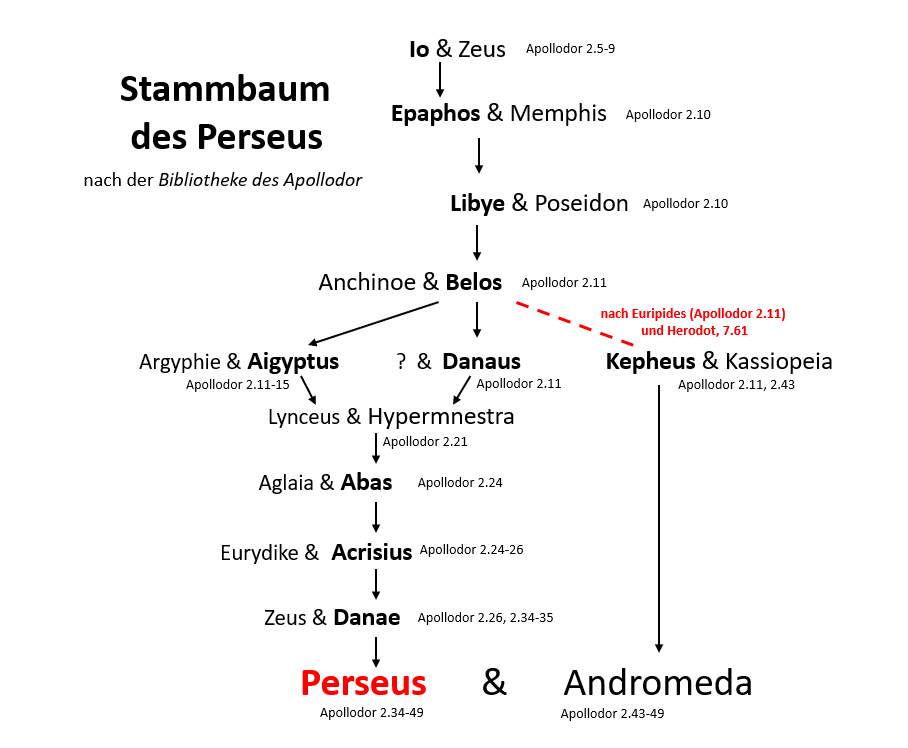
Stammbaum des Perseus mit Libya

Libya (altgriechisch Λιβύα oder Λιβύη Libýa, Libýē, lateinisch Libya) ist eine Gestalt der griechischen Mythologie.
Sie ist eine Tochter des Epaphos und der Memphis und damit eine Enkelin der Io. Sie wurde die Mutter des Belos, und eine Urahnin des Perseus.
Sie war namengebend für Libya, die antike Bezeichnung Nordafrikas zwischen Ägypten, Aithiopia und Atlantik, wovon sich wieder der Name des modernen Staates Libyen ableitet.